# A Whisper in the Noise

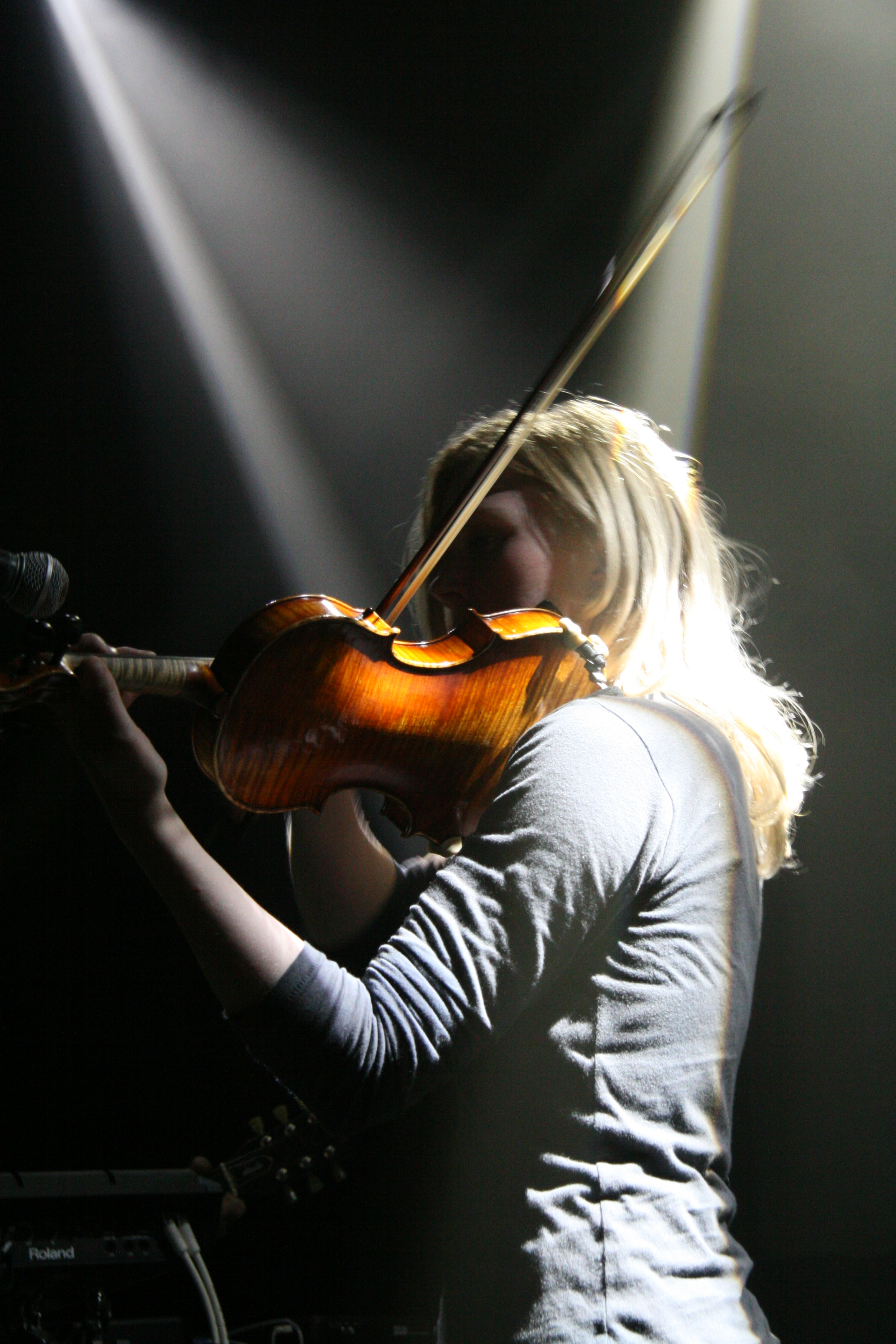
Sonja Larson

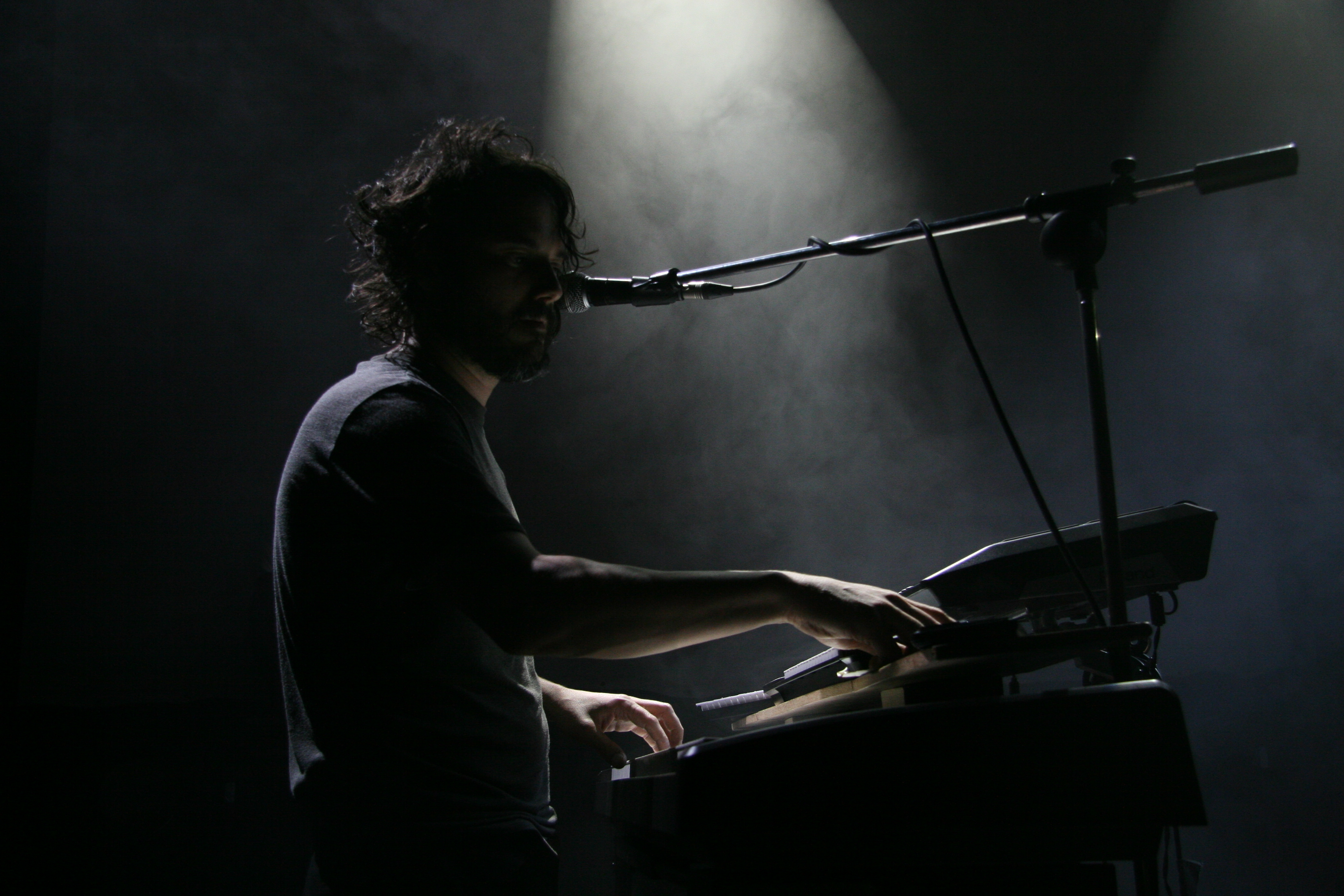
West Thordson

A Whisper in the Noise ist ein Musikprojekt des US-amerikanischen Künstlers  West Thordson. Die aus Minneapolis-St. Paul stammende Band ist bekannt für ihren dunklen Klang und die für Rockbands ungewöhnliche Instrumentierung.
Gitarrist Matt Irwin und Violinistin Hannah Murray verließen das Projekt Ende 2008 und gründeten Wive.

## Alben
- Through the Ides of March
Der Titel des 2003 veröffentlichten Debütalbums symbolisiert Unheil, denn in den Iden des März wurde Caesar ermordet. Es wurde innerhalb von zwei Tagen im März 2003 unter der Leitung von Steve Albini aufgenommen.
- A Whisper in the Noise
Re-Release von Through the Ides of March mit veränderter Tracklist. Erschienen 2006.
- 2D (Kollaboration mit If Thousands)
Zwischen Through the Ides of March und dem folgenden As the Bluebird Sings nahm die Band 2004 ein kürzeres Album zusammen mit der Band If Thousands auf.
- As the Bluebird Sings
Das zweite reguläre Album der Band wurde von Tom Herbers produziert und wurde im April 2006 veröffentlicht. Es enthält unter anderem eine Coverversion vom Bob Dylan Klassiker The Times They Are A-Changin'. Der Albumtitel geht auf ein Gedicht von Charles Bukowski zurück.
- Dry Land
Mit Dry Land erschien im Oktober 2007 das bisher erfolgreichste Album der Band auf dem deutschen Label Exile on Mainstream. Produziert wurde es, wie bereits das Debüt, von Steve Albini. Die ersten 2000 Exemplare des Albums wurden in einer speziellen Edition veröffentlicht, deren Verpackung aus handbedrucktem, 100 Jahre altem Kaffeepapier besteht. Das Album wurde zum Album des Monats der deutschen Musikzeitschrift Visions gewählt und erhielt 8.7/12 Punkten.
- To Forget
Das Werk erschien 2012 nach erneutem Besetzungswechsel beim selben Label. Sonja Larsen übernahm Violine und Gesang. West Thordson produzierte selbst.